# 谷本巍
 谷本 巍（たにもと たかし、1928年9月10日 - 2017年5月7日）は、日本の政治家。社会民主党の参議院議員（2期）。位階は従四位。

## 来歴
福島県郡山市出身。早稲田大学中退。1954年に日本大学法学部を卒業。在学中の1951年、日本農民組合に入る。1958年全日本農民組合連合会（全日農）を結成し、米価、酪農などの各運動を指導。全日農青年部書記長、中央常任委員などを経て、1969年書記長に就任。米価審議会委員も務めた。1989年の第15回参議院議員通常選挙で比例区に日本社会党から立候補して当選し、2期務めた。
議員在職中には参議院逓信委員会と懲罰委員会で委員長を務めた。2001年の第19回参議院議員通常選挙で落選した。
2017年5月7日、老衰のため東京都内の病院で死去。88歳没。没後に従四位を追叙された。